# La perdición de los hombres
La perdición de los hombres és una pel·lícula còmica mexicana de 2000 dirigida per Arturo Ripstein.

## Argument
Dos homes salten darrere d'uns cactus i colpegen un home al cap amb una pedra. Després porten el cos a la cabanya del mort i seuen amb el seu cos durant la nit mentre parlen, es queixen i ballen. Més tard, a la comissaria, dues dones venen a reclamar el cos: una esposa amargada i verinosa i una dona més jove i bonica. Lluiten i es barallen fins que una d'elles es fa càrrec del cos. Més tard esbrinem per què va ser assassinat l'homònim "Rei del beisbol".

## Repartiment
- Patricia Reyes Spíndola com Axe Face
- Rafael Inclán com l'altre home
- Luis Felipe Tovar com l'home
- Carlos Chávez com un que ve
- Leticia Valenzuela com l'altra dona
- Marco Zapata com el fill de l'altra dona
- Alejandra Montoya com Moon face

## Premis i distincions
Festival Internacional de Cinema de Sant Sebastià
| Any  | Categoria                             | Resultat  |
| ---- | ------------------------------------- | --------- |
| 2000 | Conquilla d'Or a la millor pel·lícula | Guanyador |
| 2000 | Premi al millor guió                  | Guanyador |
| 2000 | Premi FIPRESCI                        | Guanyador |

Festival de Gramado
| Any  | Categoria                       | Resultat  |
| ---- | ------------------------------- | --------- |
| 2002 | Kikito d'Or a millor pel·lícula | Guanyador |
| 2002 | Kikito d'Or a millor direcció   | Guanyador |